# Osiedla i ulice w Kostrzynie nad Odrą
Osiedla i ulice oraz place – lista zawiera nazwy ulic, placów i osiedli na terenie miasta Kostrzyn nad Odrą. Po myślniku podano ich nazwy historyczne:

A B C D E F G H I J K L Ł M N O P R S Ś T U V W X Y Z Ź Ż

## A
- ulica Akacjowa – powstała po wojnie
- ulica Asfaltowa – powstała przed  1945, wczesnej nosiła nazwę Droga Drzewicka Dolna
- ulica Azaliowa – powstała 23 czerwca 2021 roku.

## B
- ulica Banaszaka Ludwika – powstała po wojnie, patron odbudował Kostrzyńską Fabrykę Celulozy[1]
- ulica Bastionowa – powstała przed 1945, Stare Miasto
- ulica Belgijska – powstała po wojnie, nazwa od kraju pochodzenia właściciela mieszczącej się tu firmy “Teleskop”[2]
- ulica Bema Józefa gen. – powstała przed 1945
- ulica Berlińska – powstała przed 1945, Stare Miasto[3]
- ulica Boczna – powstała po wojnie, Osiedle Drzewice
- ulica Brzoskwiniowa  – powstała po wojnie, wcześniej ulica nazywała się ul. Ogrodowa, * - zmiany nazw ulic dokonano Uchwałą Rady Miasta Kostrzyn nad Odrą Nr IV/29/03 z 21 stycznia 2003 roku w sprawie zmiany nazw ulic w obrębie Szumiłowo miasta Kostrzyna nad Odrą - przyczyna zmiany nazw: istnienie takich samych nazw ulic w Kostrzynie nad Odrą, Osiedle Szumiłowo
- ulica Brzozowa – powstała po wojnie, Osiedle Szumiłowo
- ulica Brylantowa – powstała 27 czerwca 2019 roku, Osiedle Drzewice
- ulica Bursztynowa  – powstała 24 marca 2022 roku, Osiedle Drzewice
- ulica Bukowa – powstała po wojnie

## C
- ulica Chemików – powstała po wojnie
- ulica Chopina Fryderyka – powstała po wojnie
- ulica Chrobrego Bolesława – powstała przed 1945
- ulica Chyżańska – powstała przed 1945, Stare Miasto[3]
- ulica Cisowa – powstała 20 grudnia 2018 roku, Osiedle Drzewice
- ulica Cmentarna – powstała po wojnie, Osiedle Drzewice
- ulica Czarnieckiego Stefana – powstała przed 1945 jako Markgrafenstrasse[4], po 1945 też w błędnej formie Czarneckiego
- ulica Czereśniowa – powstała po wojnie
- ulica Cytrynowa – powstała 20 października 2022, Osiedle Szumiłowo

## D
- ulica Dębowa – powstała po wojnie
- ulica Dereniowa – powstała 26 stycznia 2023 roku, Osiedle Drzewice
- ulica Diamentowa – powstała po wojnie, Osiedle Drzewice
- ulica Drzewicka - – powstała przed  1945, wczesnej nosiła nazwę Droga Drzewicka Górna
- ulica Drzewna – powstała po wojnie
- ulica Dworcowa – do 1945 Bahnhofstrasse[5]
- ulica Działkowa – powstała po wojnie
- ulica Dzika – powstała 18 grudnia 2019 roku, Osiedle Drzewice

## F
- ulica Fabryczna – powstała przed 1945
- ulica Familijna – powstała po wojnie, wcześniej ulica nazywała się ul. Boczna, * - zmiany nazw ulic dokonano Uchwałą Rady Miasta Kostrzyn nad Odrą Nr IV/29/03 z 21 stycznia 2003 roku w sprawie zmiany nazw ulic w obrębie Szumiłowo miasta Kostrzyna nad Odrą - przyczyna zmiany nazw: istnienie takich samych nazw ulic w Kostrzynie nad Odrą, Osiedle Szumiłowo

## G
- ulica Gimnazjalna – powstała przed 1945, Stare Miasto
- ulica Główna – powstała przed 1945
- ulica Gorzowska – powstała przed 1945, do 2005 Bohaterów Stalingradu[6]
- ulica Gorzyńska – powstała przed 1945
- ulica Graniczna – powstała przed 1945
- ulica Grzybowa – powstała po wojnie, wcześniej ulica nazywała się ul. Akacjowa, * - zmiany nazw ulic dokonano Uchwałą Rady Miasta Kostrzyn nad Odrą Nr IV/29/03 z 21 stycznia 2003 roku w sprawie zmiany nazw ulic w obrębie Szumiłowo miasta Kostrzyna nad Odrą  - przyczyna zmiany nazw: istnienie takich samych nazw ulic w Kostrzynie nad Odrą, Osiedle Szumiłowo

## H
- ulica Handlowa – powstała po wojnie

## I
- ulica Indyjska – nadana w 2014[7]

## J
- ulica Jagiellońska – powstała przed 1945, wcześniej nosiła nazwę Forststrasse ul. Leśna.
- ulica Jagodowa – powstała po wojnie, Osiedle Szumiłowo
- ulica Jana Pawła II – powstała przed 1945, do 2005 Karola Świerczewskiego[6]
- ulica Jana z Kostrzyna – powstała przed 1945, Stare Miasto, upamiętnia założyciela twierdzy
- ulica Jasna – powstała po wojnie, Osiedle Warniki
- ulica Jaśminowa – powstała po wojnie
- ulica Jaworowa – powstała po wojnie
- ulica Jeżynowa – powstała w 2017 roku, Osiedle Szumiłowo
- ulica Jodłowa – powstała po wojnie

## K
- ulica Kaczmarka Michała – powstała po wojnie, upamiętnia jednego z kolejarzy-powojennych pionierów[1]
- ulica Karskiego Jana – powstała po wojnie, Osiedle Warniki
- aleja Kasztanowa – powstała po wojnie
- ulica Klonowa – powstała po wojnie
- ulica Komisji Edukacji Narodowej – powstała po wojnie
- ulica Kopernika Mikołaja – powstała przed 1945
- ulica Kostrzyńska – powstała przed 1945, Osiedle Szumiłowo
- ulica Kościelna – powstała przed 1945, Osiedle Drzewice
- ulica Kościuszki Tadeusza – powstała przed 1945
- ulica Królewska  – powstała przed 1945 (Kommandantenstrasse)[8], Stare Miasto
- ulica Królowej Jadwigi – powstała po wojnie, dawne koszary wojskowe
- ulica Krótka – powstała po wojnie
- ulica Książęca – powstała przed 1945, Stare Miasto
- ulica Kutrzeby Tadeusza gen. – powstała po wojnie, dawne koszary wojskowe
- ulica Kwiatowa – powstała po wojnie, do 2005 Nowotki[6]

## L
- ulica Leśna – powstała przed 1945, Osiedle Drzewice
- ulica Lipowa – powstała przed 1945, Osiedle Drzewice
- ulica Lawendowa – powstała 20 grudnia 2018 roku, Osiedle Szumiłowo

## Ł
- ulica Łączna – powstała po wojnie, Osiedle Drzewice
- ulica Łódzka – powstała po wojnie
- ulica Łąkowa – powstała 24 marca 2022 roku, Osiedle Szumiłowo

## M
- ulica Malinowa – powstała po wojnie
- ulica Marzeń – powstała w 2010[9]
- ulica Mickiewicza Adama – powstała przed 1945
- aleja Milenijna – powstała po wojnie
- ulica Miła – powstała w 2010[9]
- ulica Młyńska – nadana w 2014, tereny byłego poligonu wojskowego[7]
- ulica Moniuszki Stanisława – powstała przed 1945
- ulica Morelowa – powstała po wojnie
- ulica Mostowa – powstała po wojnie

## N
- ulica Nadbrzeżna – powstała po wojnie
- ulica Namyślińska – powstała przed 1945, Osiedle Drzewice
- ulica Narutowicza Gabriela – powstała przed 1945
- ulica Na Skarpie – powstała po wojnie
- ulica Niepodległości – powstała przed 1945, wcześniejsze nazwy: Celna, do 2005 22 Lipca[6]
- ulica Nowa – powstała po wojnie, Osiedle Drzewice

## O
- ulica Odrzańska – powstała po wojnie, wcześniej ulica nazywała się ul. Nowa, * - zmiany nazw ulic dokonano Uchwałą Rady Miasta Kostrzyn nad Odrą Nr IV/29/03 z 21 stycznia 2003 roku w sprawie zmiany nazw ulic w obrębie Szumiłowo miasta Kostrzyna nad Odrą - przyczyna zmiany nazw: istnienie takich samych nazw ulic w Kostrzynie nad Odrą, Osiedle Szumiłowo
- ulica Ogrodowa – powstała po wojnie
- ulica Olczaka Eugeniusza – powstała po wojnie, upamiętna zasłużonego dyrektora Celulozy, pomysłodawcę odbudowy Kręgielni[1]
- ulica Orła Białego – powstała przed 1945, do 2005 Piętnastolecia Polski Ludowej (też w wersji: 15-lecia PRL)[6]
- ulica Orzechowa – powstała po wojnie
- ulica Osiedle B – powstała po wojnie
- ulica Osiedle C – powstała po wojnie
- ulica Osiedle Kolejowe – powstała po wojnie
- ulica Osiedle Konopnickiej Marii – powstała po wojnie
- ulica 'Osiedle pod Lasem  – powstała 16 listopada 2021 roku, Osiedle Warniki
- ulica Osiedle Leśne – powstała przed 1945, dawne koszary wojskowe
- ulica Osiedle 3 maja – powstała po wojnie
- ulica Osiedle Mieszka I – powstała po wojnie
- ulica Osiedle nad Wartą – powstała po wojnie
- ulica Osiedle Słowiańskie – powstała po wojnie
- ulica Osiedle Warniki – powstała po wojnie
- ulica Osiedlowa – powstała po wojnie
- ulica Owocowa – powstała po wojnie

## P
- Park Miejski – w 2013 w konsultacjach społecznych stosunkiem głosów 523:93 odrzucono projekt zmiany nazwy na Park Miejski im. Marii i Lecha Kaczyńskich[10]
- ulica Papierników – powstała po wojnie
- ulica Parkowa – powstała przed 1945 jako część Moltkeplatz[4]
- ulica Piaskowa – powstała po wojnie, Osiedle Szumiłowo
- ulica Piastowska – powstała przed 1945
- ulica Plac Grunwaldzki – powstała przed 1945
- ulica Plac Ratuszowy – powstała przed 1945 (Markt)[8], Stare Miasto
- ulica Plac Zamkowy – powstała przed 1945, Stare Miasto
- ulica Pogodna – powstała w 2010[9]
- ulica Polna – powstała po wojnie, Osiedle Drzewice
- ulica Południowa – powstała po wojnie
- ulica Portowa – powstała po wojnie
- ulica Poziomkowa – powstała po wojnie, Osiedle Szumiłowo[11]
- ulica Północna – powstała po wojnie, tereny byłego poligonu wojskowego
- ulica Pralników – powstała po wojnie, od 2014 jako Turyńska[12], tereny byłego poligonu wojskowego[13]
- ulica Promienna – powstała po wojnie
- ulica Prosta – powstała przed 1945
- ulica Przemysłowa – powstała po wojnie
- ulica Przyforteczna – powstała po wojnie, teren Bazaru
- ulica Przyjazna – powstała w 2010[9]

## R
- ulica Radości – powstała w 2010[9]
- ulica Reja Mikołaja – powstała przed 1945, Osiedle Drzewice
- ulica Rubinowa – powstała 30 września 2021 roku, Osiedle Drzewice
- ulica Różana – powstała po wojnie
- ulica Rzeczna – powstała po wojnie
- ulica Rzemieślnicza – powstała po wojnie

## S
- Szumiłowo – osiedle, do 1945 Alt Schaumburg[14]
- ulica Sadowa – powstała po wojnie
- ulica Saperska – powstała po wojnie, dawne koszary wojskowe
- ulica Sienkiewicza Henryka – powstała przed 1945
- ulica Sikorskiego Władysława gen. – powstała przed 1945
- ulica Skałby Franciszka ks. – powstała po wojnie, upamiętnia proboszcza, dziekana, kanonika i budowniczego kościoła w Kostrzynie[1]
- ulica Skrajna – powstała po wojnie
- ulica Słoneczna – powstała po wojnie
- ulica Solidarności – powstała po wojnie
- ulica Sosnowa – powstała po wojnie
- ulica Spichrzowa – powstała przed 1945, Stare Miasto
- ulica Spokojna – powstała po wojnie, ob. nazwa po 2005[6]
- ulica Sportowa – powstała przed 1945
- ulica Strzelecka – powstała po wojnie
- ulica Sucharskiego Henryka mjr. – powstała po wojnie, dawne koszary wojskowe
- ulica Sybiraków – powstała po wojnie
- ulica Szczęśliwa – powstała w 2010[9]
- ulica Szkolna – powstała przed 1945, Osiedle Drzewice[3]
- ulica Szmaragdowa – powstała 24 września 2020 roku, Osiedle Drzewice
- ulica Szumiłowska – powstała przed 1945, Osiedle Drzewice
- ulica Szwedzka – powstała po wojnie

## Ś
- ulica Środkowa – powstała po wojnie, Osiedle Drzewice
- ulica Świerkowa – powstała po wojnie, Osiedle Warniki
- ulica Świętego Klemensa – powstała przed 1945, Stare Miasto

## T
- ulica Targowa – powstała po wojnie
- ulica Tarasowa – powstała po wojnie, Osiedle Warniki
- ulica Tartaczna – powstała po wojnie, Osiedle Drzewice
- ulica Topolowa – powstała po wojnie, Osiedle Drzewice
- ulica Topazowa – powstała  23 czerwca 2021 roku, Osiedle Drzewice
- ulica Tulipanowa – powstała po wojnie
- ulica Turkusowa – powstała po wojnie
- ulica Tysiąclecia – powstała przed 1945

## U
- ulica Ustronie – powstała po wojnie, Osiedle Drzewice

## W
- ulica Wąska – powstała po wojnie, Osiedle Drzewice
- ulica Waniliowa – powstała  28 stycznia 2021 roku, Osiedle Szumiłowo
- ulica Wrzosowa – powstała   8 sierpnia 2019 roku, Osiedle Szumiłowo
- ulica Wesoła – powstała po wojnie,wcześniej ulica nazywała się ul. Polna,  * - zmiany nazw ulic dokonano Uchwałą Rady Miasta Kostrzyn nad Odrą Nr IV/29/03 z 21 stycznia 2003 roku w sprawie zmiany nazw ulic w obrębie Szumiłowo miasta Kostrzyna nad Odrą - przyczyna zmiany nazw: istnienie takich samych nazw ulic w Kostrzynie nad Odrą, Osiedle Szumiłowo
- ulica Wędkarska – powstała przed 1945 jako część Moltkeplatz[4]
- ulica Widokowa – powstała po wojnie, Osiedle Warniki
- ulica Wierzbowa – powstała 24 marca 2022, Osiedle Warniki
- ulica Wilcza – powstała 29 czerwca 2017 roku, Osiedle Drzewice
- ulica Willowa – powstała po wojnie, Osiedle Szumiłowo
- ulica Wiosenna – powstała po wojnie, Osiedle Szumiłowo[15]
- ulica Wiśniowa – powstała po wojnie
- ulica Witnicka – powstała po wojnie, Osiedle Warniki
- ulica Włoska – powstała po wojnie
- ulica Wodna – powstała przed 1945
- ulica Wojska Polskiego – powstała przed 1945
- ulica Wschodnia – powstała po wojnie
- ulica Wyszyńskiego Stefana kard. – powstała przed 1945 jako Warnickerstrasse (Warnicka), po 1945 Jedności, a następnie do 2005 gen. Aleksandra Waszkiewicza[4][6]; w 2003 proponowano nazwy Pułkowa, Garnizonowa i Artylerzystów[16]

## Z
- ulica Zacisze – powstała po wojnie, Osiedle Drzewice
- ulica Zakole – powstała po wojnie
- ulica Zaułek Klonowy – powstała po wojnie, Osiedle Warniki
- ulica Zaułek Kościelny – powstała przed 1945 (Kirchengasse), Stare Miasto[3]
- ulica Zaułek Wodny – powstała po wojnie
- ulica Zawadzkiego Tadeusza – powstała po wojnie, do 2005 Aleksandra Zawadzkiego[6]
- ulica Zielona – powstała po wojnie, do 2005 Buczka[6]
- ulica Złota – powstała po wojnie

## Ż
- ulica Żeglarska – powstała przed 1945
- ulica Żurawinowa – powstała 30 listopada 2023 roku, Osiedle Szumiłowo

## Nieistniejące
- Gwoździarska – Nagelschmiedestrasse[17]
- Rynek – Marktplatz[5]
- Zaułek Łaziebny[3]
- Zaułek Różany[3]
- Zaułek Tkacki[3] – Webergasse[18]